# Moleques do Sul
Die Moleques-do-Sul-Inseln (portugiesisch Ilhas Moleques do Sul) sind eine Gruppe von drei brasilianischen Inseln, die 8,25 km von der Südspitze der Insel Santa Catarina in Florianópolis und 14 km vom Strand Ponta do Papagaio in Palhoça (Santa Catarina) entfernt liegen. Sie gehören zum Staatspark Serra do Tabuleiro und sind einer der größten und wichtigsten Nistplätze für Meeresvögel an der brasilianischen Küste. Außerdem beherbergen sie das Santa-Catarina-Meerschweinchen, eines der weltweit seltensten Säugetiere. Daher ist der Zugang zur Insel beschränkt.

## Geographie
Die Inselgruppe besteht aus drei kleinen Inseln, von denen eine wesentlich größer ist als die anderen, aber trotzdem nur 0,104 km² groß und maximal 100 Meter hoch ist. Im Norden der Inselgruppe befindet sich außerdem eine kleine felsige Spitze und im Süden eine Meeresplatte, die als Laje de Moleques do Sul bekannt und für die Schifffahrt gefährlich ist.
Etwa 75 % des Geländes sind von krautigen Pflanzen und Sträuchern bedeckt, die wegen der starken Winde niedrig wachsen, der Rest besteht aus Klippen und Küstenlinien mit freiliegenden Granitfelsen.
Auf den Inseln gibt es keinen Sandstrand, sondern nur Felsküsten, die mit scharfen Seepocken übersät sind, was die Möglichkeit der Anlandung einschränkt. Auf den Inseln gibt es auch kein dauerhaftes Wasser, sondern nur vorübergehende Pfützen, die von den Regenfällen herrühren. Die Vegetation ist arm an Pflanzenarten. Aufgrund dieser Faktoren waren die Inseln wohl noch nie von Menschen bewohnt.

## Naturschutz und biologische Vielfalt
Das Gebiet gehört zum Staatspark Serra do Tabuleiro und zum Umweltschutzgebiet Baleia Franca. Die biologische Bedeutung der Inseln ist enorm, denn sie beherbergen eine seltene Säugetierart und sind eines der wichtigsten Brutzentren für Meeresvögel an der Südküste Brasiliens.

### Meeresvogelkolonien

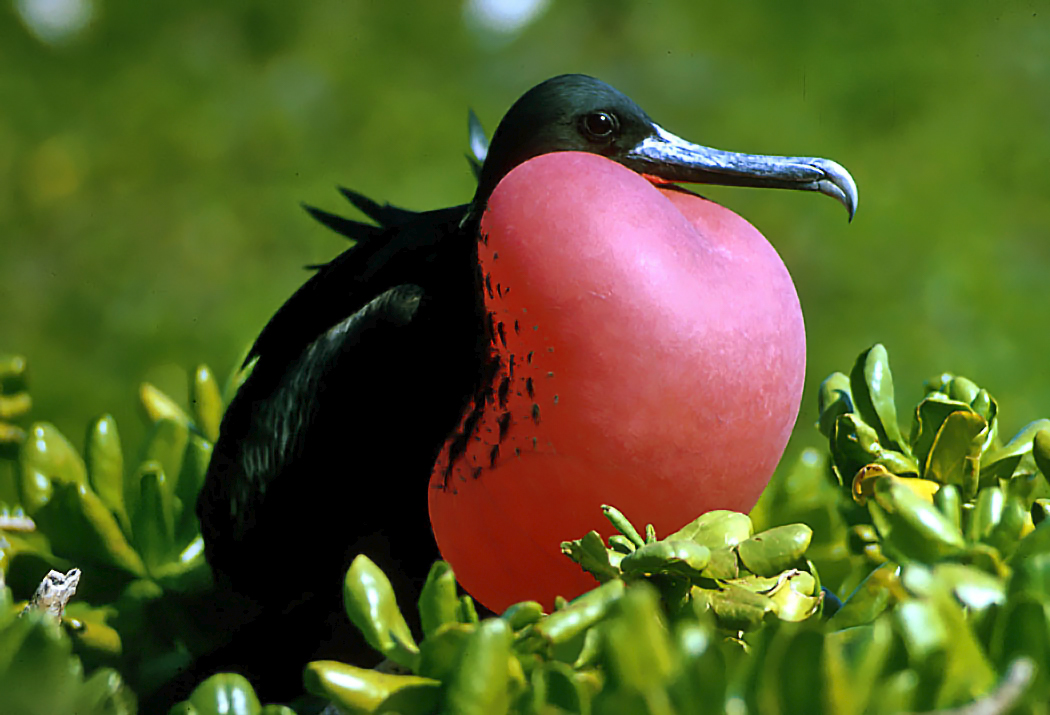
Prachtfregattvogel

Die Inselgruppe Moleques do Sul ist das größte natürliche Brutgebiet für Seevögel im Bundesstaat Santa Catarina und eines der wichtigsten in Brasilien. Vier Arten konzentrieren ihre Fortpflanzung auf diese Inseln und zählen Hunderte Paare, darunter:
- Der Prachtfregattvogel und der Weißbauchtölpel, die dort hauptsächlich im Frühjahr/Sommer brüten.
- Die Dominikanermöwe und die Falklandseeschwalbe, die hauptsächlich im Winter brüten.

Neben diesen Arten sind in geringerer Zahl auch andere Meeresvögel auf der Insel anzutreffen, wie der Braunmantel-Austernfischer und selten die aus entfernten Regionen stammenden Zugvögel Sula dactylatra und Sula serrator. Auch Nicht-Seevogelarten wie der Gelbkopfkarakara, Schopfkarakara, Hauszaunkönig und Morgenammer leben auf den Inseln.

## Beschränkungen und Bedrohungen der biologischen Vielfalt
Der Besuch der Inseln ist aufgrund der großen Bedeutung und Fragilität der Landschaft eingeschränkt und nur zu wissenschaftlichen Zwecken erlaubt. Aufgrund der großen Konzentration von Nestern in der Umgebung des Standorts kann die Anwesenheit von Menschen ein großes ökologisches Ungleichgewicht verursachen, da die einheimischen Vögel ihre Küken in den Nestern leicht verlassen, wenn sie die Anwesenheit von Menschen bemerken. Auf diese Weise werden die in ihren Nestern zurückgelassenen Nestlinge leicht von anderen auf der Insel verbreiteten Raubvögeln wie dem Rabengeier und der Dominikanermöwe selbst angegriffen. Ein weiterer negativer Faktor der menschlichen Anwesenheit ist die Gefahr von Umweltverschmutzung und Bränden, die das empfindliche lokale Ökosystem weiter bedrohen könnten.

## Galerie

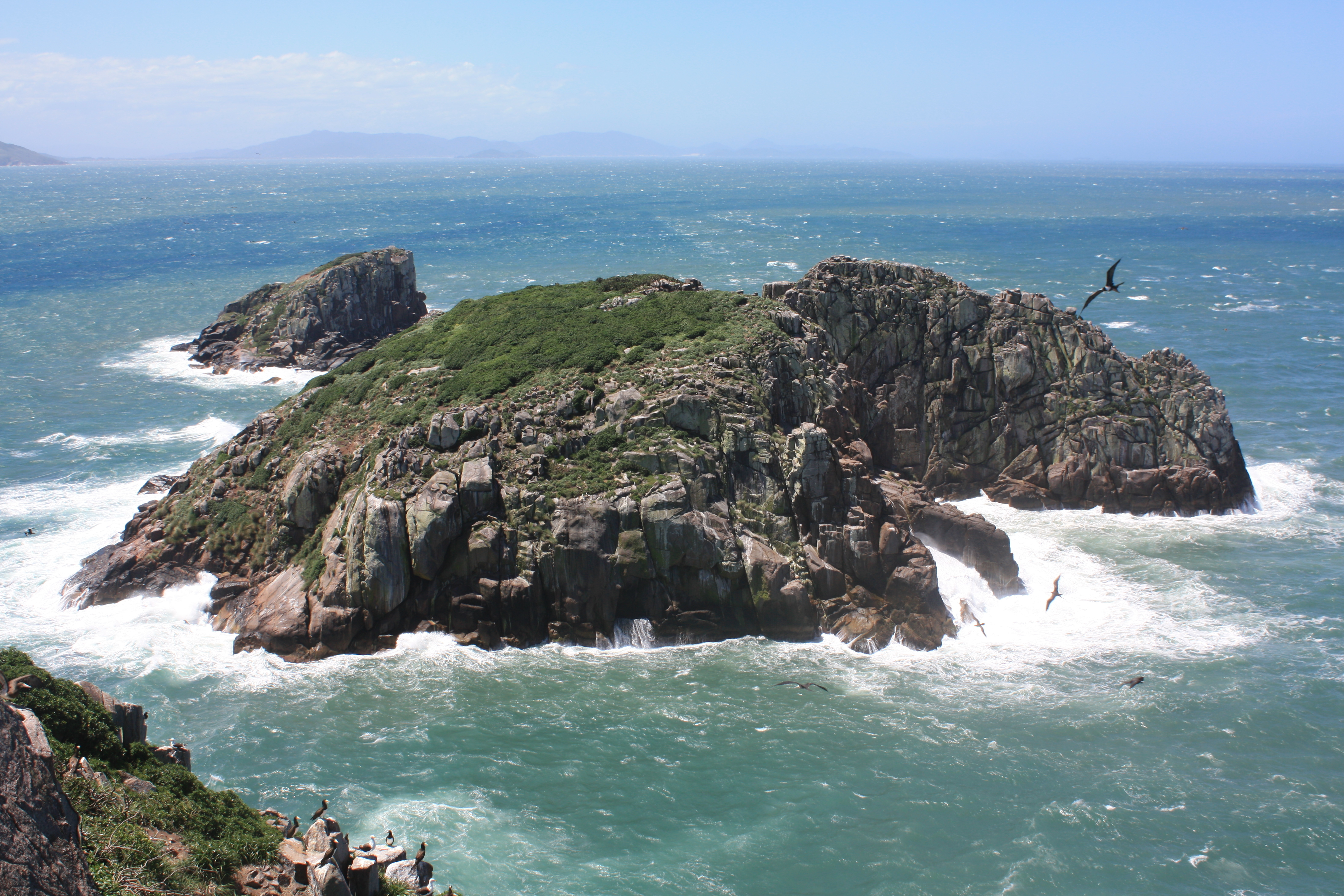
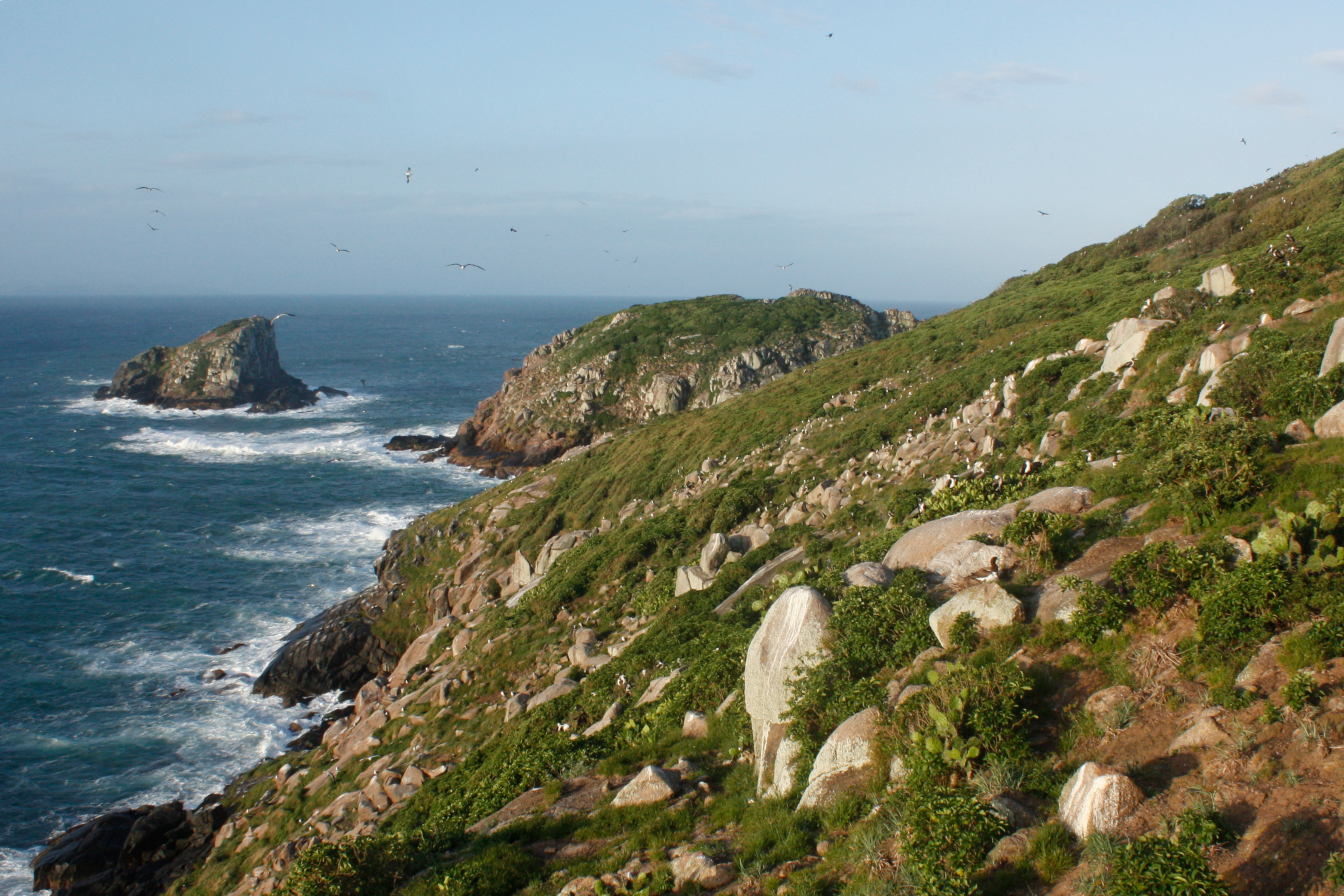
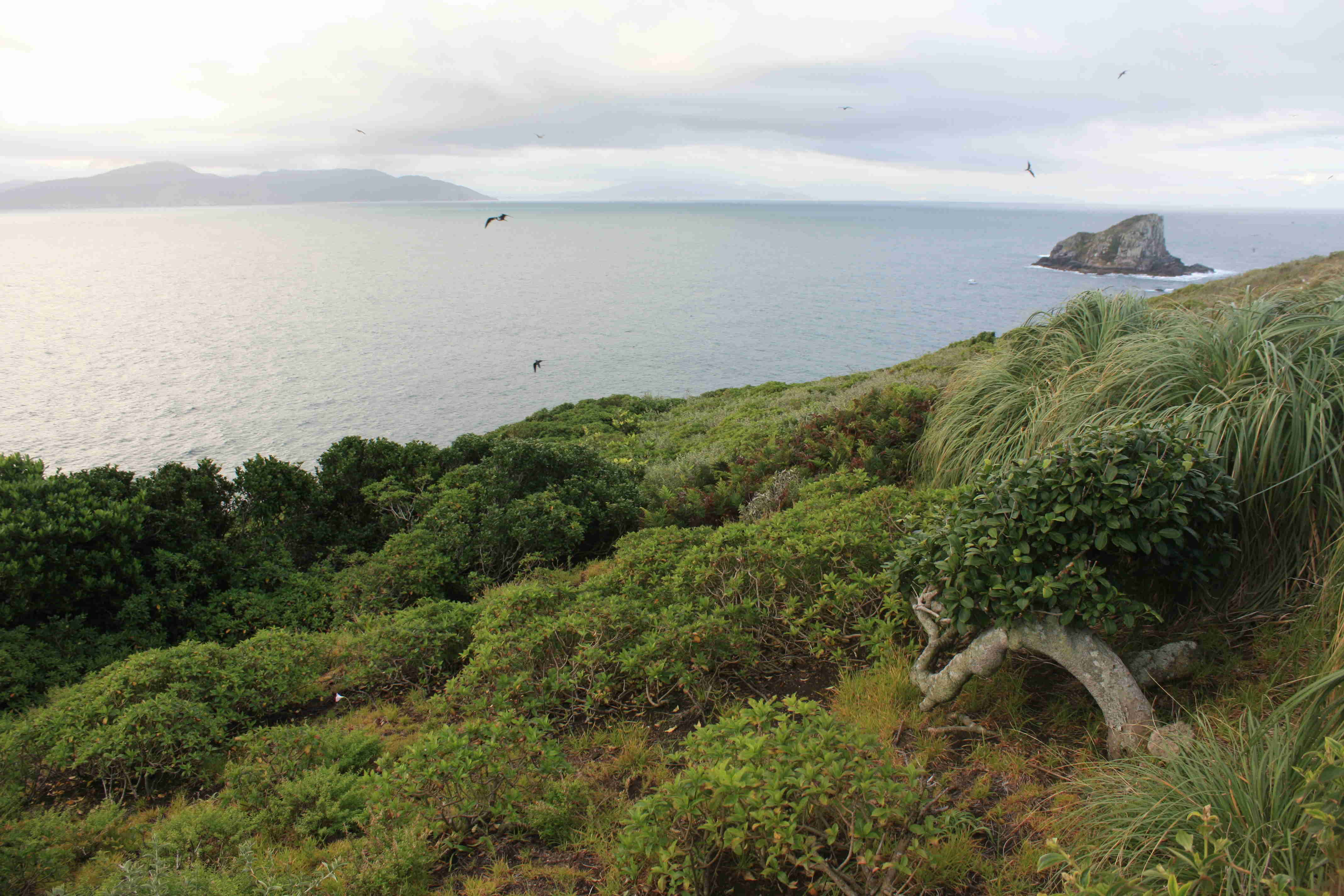
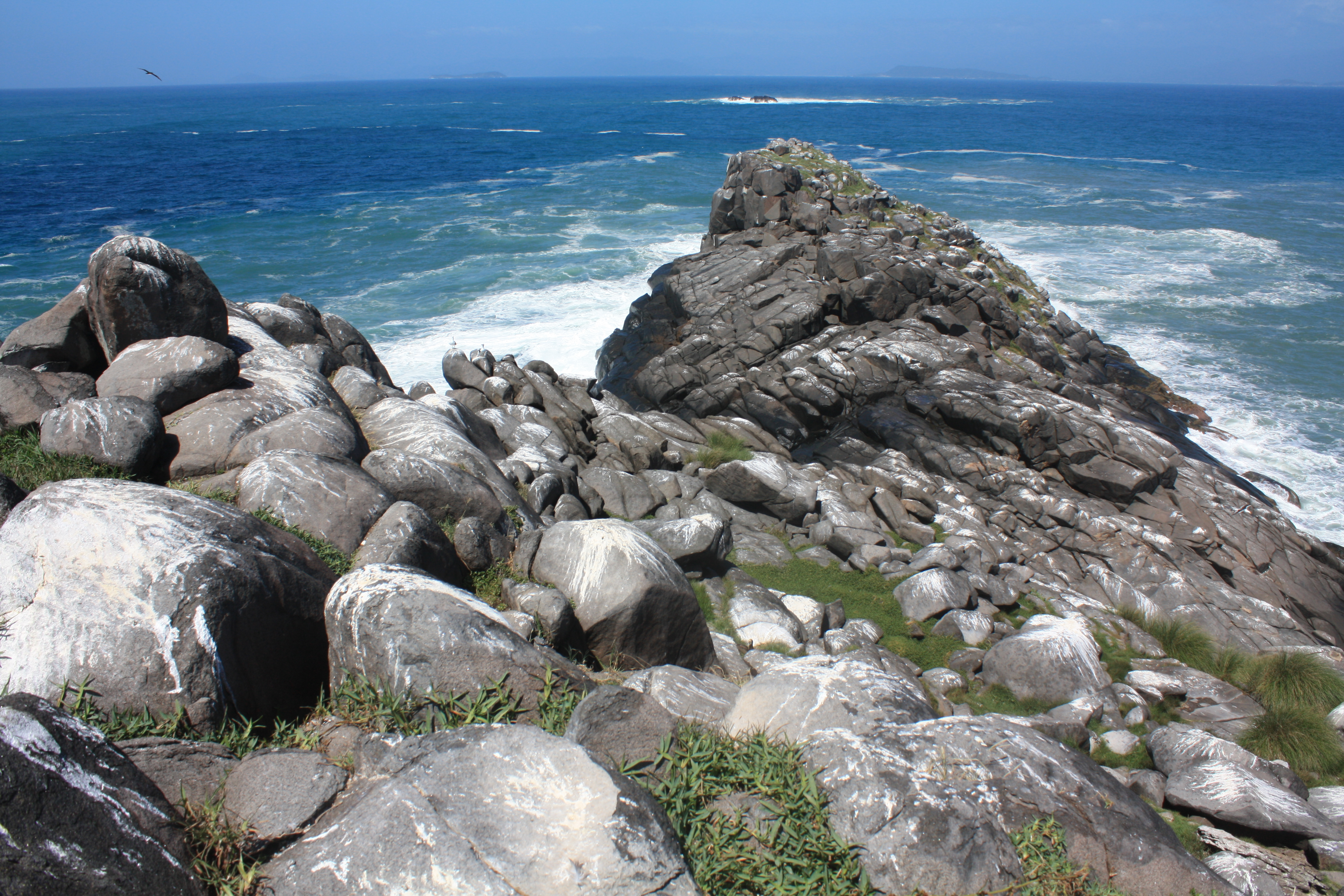
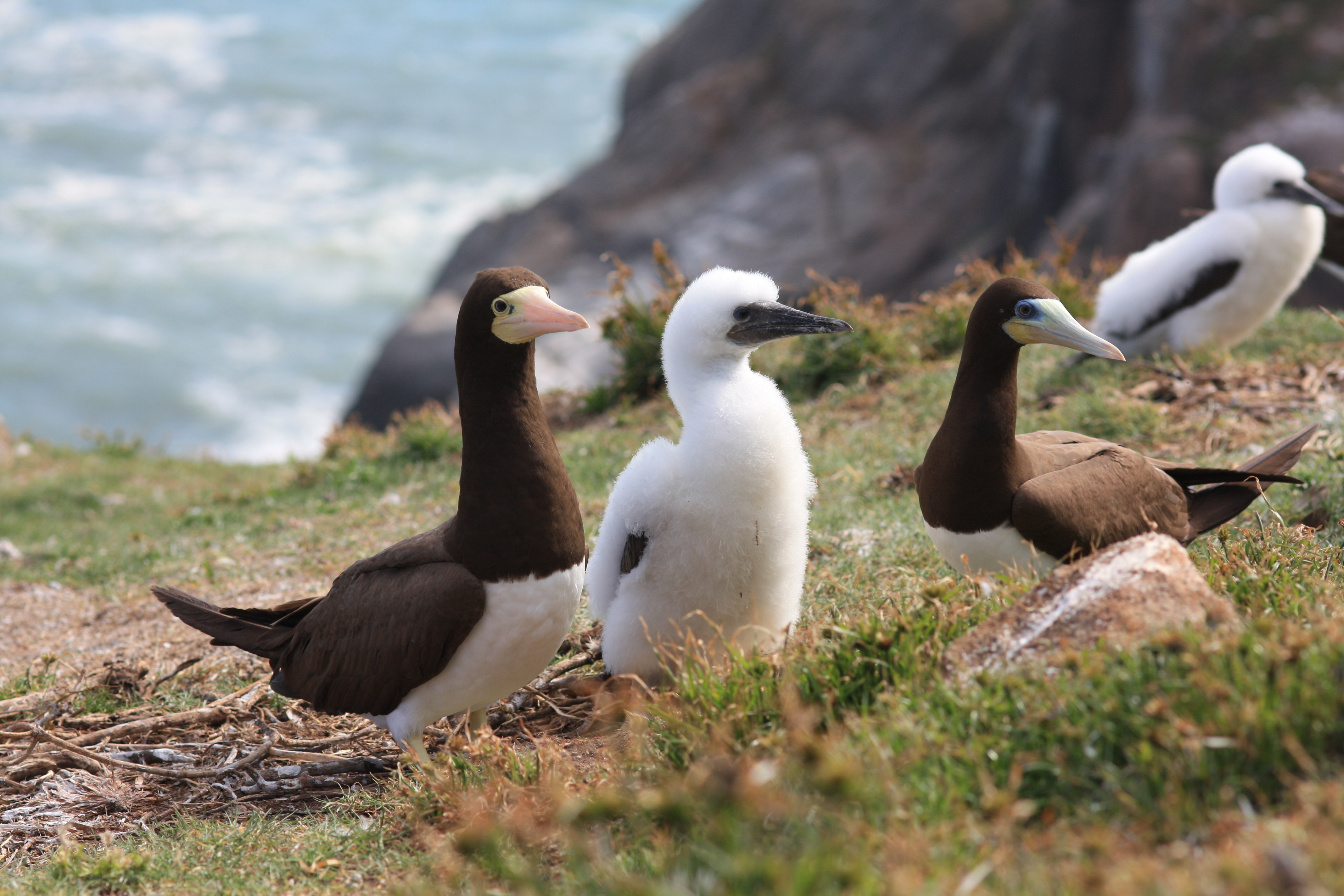
Weißbauchtölpel